# 珂罗版
珂罗版或作珂㼈版（英語：collotype），是一种基于重铬酸盐的照相平版印刷工艺，由法国摄影师柏德范于1856年发明。共分为照相、修版、晒版、印刷等四道制作工序。其中“珂罗（㼈）”是对“胶体”（英語：colloid）的音译，因版上涂有感光胶膜。
日本在明治时期已引入珂罗版。清朝光绪初年，经由日本辗转传入中国。